# 山田健治
山田 健治（やまだ けんじ、1943年3月13日 - )は、日本の経済学者。

## 略歴
奈良県出身。1966年神戸商科大学卒、1972年名古屋市立大学経済学研究科国際経済学博士課程満期退学。米国デラウェア大学修士課程修了。1990年「北海石油開発政策の研究」で名古屋市立大学経済学博士。1973年岐阜経済大学講師、助教授、教授、1991年中部大学教授、1994年椙山女学園大学教授。2013年定年。

## 著書
- 『北海油田の開発政策』成文堂 1983
- 『石油開発の構造』成文堂 1985
- 『新しい国際資源政策』成文堂 1989
- 『資源開発と地域協力 紛争から協調へ』成文堂 1991
- 『涙なしの出版術』日本図書刊行会 1993
- 『国際経済論入門』成文堂 1996
- 『国際石油開発と環境問題』パースペクティヴズ　成文堂 1997

### 共編著
- 『経済学』編著 成文堂 1985
- 『教養の経済学』編著 成文堂 1987
- 『広域汚染と環境政策』菅原正孝共編 成文堂 水資源・環境学会叢書 1989
- 『エグゼクティブのための経済学入門』編著 成文堂 1991
- 『やさしい国際経済論』村橋敏博共著 成文堂 1991
- 『地球サミットを超えて 協調分散型社会の環境プラニング』仲上健一共編 成文堂 水資源・環境学会叢書 1993
- 『暮らしの中の経済学』石橋春男共編著 成文堂 1994
- 『グローバル化時代の経済学』吉田良生共編 成文堂 1994
- 『経営情報学への招待 基本的視角と方法』足達義則,大島俊一共編 成文堂 1994
- 『経営情報学への展開 変貌する経営環境と情報』共編 成文堂 1994
- 『入門国際経済論』若林努共編 成文堂 1994
- 『水と心のネットワーク マルチ情報が熟すとき』川合千代子,木村一夫共編 成文堂 1995
- 『やさしい国際経済学』若林努共著 成文堂 2000
- 『理解・納得経済学』斉藤昊,宮原正人共著 中央経済社 2000
- 『入門経済学』椙山孝金共編 成文堂 2002
- 『ミクロ経済学入門』吉田良生,角本伸晃,青木芳将,後藤浩共著 成文堂 2011

## 論文
- 山田健治